# 小田郡 (陸奥国)
小田郡（おだぐん）は古代から中世の陸奥国にあった郡である。8世紀の初めに成立した。近代における遠田郡東部（涌谷町など）にあたる。
728年頃の丹取郡の廃止にともなって建てられた小さな郡の一つと推定される。延暦18年（799年）に、北隣の登米郡を併せるも後に分離した。天平21年（749年）に日本で初めて産金があったため、恩典として長く調庸を免除された。
中世以降に遠田郡に編入された。